# Okolica szlachecka
Okolica szlachecka – miejscowość składająca się z kilku pomniejszych osad o wspólnej nazwie głównej.
W średniowieczu nadania ziemi stanowiły nagrodę dla grup rycerzy, często najemnych, tzw. włodyków, milites, za służbę wojskową. Podstawową jednostką nadawaną np. przez książąt mazowieckich było 10 łanów, włók, co stanowiło około 160 ha ziemi. Takie nadania dominowały na granicach księstw mazowieckich w XIV w., np. nadania w okolicach Puszczy Korytnickiej obejmowały z reguły 10 włók, występowały także dużo większe np. 30- czy 100-włókowe nadania, m.in. dla rycerzy, którzy pełnili jakieś funkcje na dworze książęcym, czy królewskim, lub brali udział jako urzędnicy w prowadzeniu rycerskiego osadnictwa. Ilość ziemi przypadająca na jeden ród nie wytrzymywała jednakże licznych podziałów, powodując jej rozdrobnienie i pauperyzację zamieszkałej tam szlachty. W wyniku rozradzania się rodziny, a także podziałów zgodnie z zasadą, że każdy potomek ma prawo otrzymać swoją część z dawnej większej posiadłości, doszło do rozpadu tych posiadłości na mniejsze własności, w związku z czym wykształciły się tzw. okolice szlacheckie, posiadające wspólny trzon nazwy i dodatkowy przymiotnikowy, związany z np. cechami właściciela tej części np. Milewo Gewary czy np. Tyszki Dobrogosty. Początkowo grupa takich miejscowości mogła przynależeć do jednego rodu, lecz przez małżeństwa, transakcje ziemi itp. z czasem pojawiali się tam przedstawiciele innych rodów – w dalszym ciągu przede wszystkim szlachty. Tego typu miejscowości występują na Mazowszu, Podlasiu, Lubelszczyźnie – w ziemi łukowskiej, na Grodzieńszczyźnie – Puciłki, Nowogródczyźnie, Samborszczyźnie itd., gdzie do dziś istnieją wsie zamieszkane przez członków rodu, który otrzymał ją jako nadanie.